# 盛岡三育幼稚園
盛岡三育幼稚園（もりおかさんいくようちえん）は、岩手県盛岡市上田1丁目にあった私立幼稚園。

## 概要
- 全国に5校あるセブンスデー・アドベンチスト教会系の幼稚園の一つ。少人数教育を行っていた。 2018年3月をもって閉園した。現在、盛岡市館向町に移転したセブンスデー・アドベンチスト盛岡キリスト教会内に同窓会事務局が存在する。

## 著名人
- 大友啓史 -第19回卒園生

## 沿革
- 1954年4月 盛岡三育幼稚園が設立される。 開園式、第1回入園式
- 1987年11月 新園舎にて保育が始まる
- 1997年1月 キリン滑り台導入
- 1998年 未就園児クラス開設
- 2018年3月 閉園（計2030名の卒園児）

## 年間スケジュール
- 4月 入園式・親子遠足
- 5月 保育参観
- 6月 交通安全教室・食育クッキング・防災訓練
- 7月 プール・お泊まり保育
- 8月 夕涼み会
- 9月 運動会・遠足
- 10月 防災訓練
- 11月 職場訪問・遠足
- 12月 クリスマス会・食育クッキング
- 1月 餅つき・親子そり遠足
- 2月 発表会
- 3月 卒園式

## 交通
- 最寄り駅は、JR東日本山田線上盛岡駅